# Homem de Lantian
O Homem de Lantian chinês tradicional: 藍田人, chinês simplificado: 蓝田人, pinyin: Lántián Rén, Homo erectus lantianensis, é uma subespécie de hominídeo da espécie extinta Homo erectus.

## Descoberta
O primeiro registro fóssil do Homem de Lantian ocorreu em 1963 e descrito por J.K. Woo em 1964. Os restos encontrados foram achados no Condado de Lantian, na província de Shaanxi, no noroeste da China.
Primeiramente, no Condado de Lantian, foi achada uma mandíbula em Chenjiawo e, pouco depois, em Gongwangling, um crânio que incluía os ossos nasais, o maxilar direito e três dentes. Acredita-se que estes fósseis pertenceram a duas fêmeas que viveram entre 530.000 e um milhão de anos atrás, sendo que o crânio é pelo menos uns 400.000 anos mais antigo que a mandíbula. O Homem de Lantian encontrado em Gongwangling é o fóssil mais antigo de um humano que caminhava ereto encontrado no norte da Ásia. Os fósseis estão em exibição no Shaanxi History Museum, em Xian.

## Características
Sua capacidade cranial é estimada em 780 centímetros cúbicos, similar a de seu contemporâneo, o Homem de Java. É mais antigo que o mais conhecido Homem de Pequim (240.000–400.000 a.C.), mas possivelmente mais novo que o Homem de Yuanmou, o qual estima-se ter vivido há cerca de 1,7 milhão de anos na atual China.
No mesmo estrato e próximo de seus restos fósseis, foram encontrados objetos talhados, como seixos, além de cinzas, sugerindo que o Homem de Lantian usava ferramentas e conhecia o fogo.